# Black Belt
Black Belt Magazine – amerykański magazyn poświęcony sztukom walki. Założony w 1961, jest jednym z najdłużej istniejących periodyków na ten temat. Co roku przyznaje tytuł Zawodnika Roku, cieszący się dużą estymą w środowisku sztuk walki. Wydawcą pisma jest Active Interest Media.
Nazwa Black Belt (ang. czarny pas) pochodzi od koloru pasa, tradycyjnie noszonego w japońskich sztukach walki po zdobyciu stopnia mistrzowskiego. Zobacz stopnie w karate.